# Salix heterochroma
Salix heterochroma là một loài thực vật có hoa trong họ Liễu. Loài này được Seemen miêu tả khoa học đầu tiên năm 1896.